# K-híd
A K-híd  egy nyomszélességű, eredetileg főleg vasúti, ma már közúti és gyalogoshíd Budapest III. kerületében Óbuda és az Óbudai-sziget között. A közel 100 méteres fesztávú híd ferdén vezet a hajógyári Duna-ág felett.

## Története
A K-rácsozású szerkezettel épült hidat 1955-ben adták át. A szerkezet gyorsan összeszerelhető katonai híd elemeiből épült.
A híd azzal a céllal épült, hogy a sziget déli részén lévő – ma már nem működő – Óbudai Hajógyár közvetlen vasúti vágánycsatlakozást kaphasson, emiatt íveli át a folyót – szokatlan módon – ferdén. A hídra vezető iparvágány a megszűnt jobb parti körvasút Óbuda-Gázgyár állomásának déli végén ágazott ki. (Óbuda-Gázgyár állomásról észak felé ágaztak ki az Óbudai Gázgyárba vezető üzemi vágányok, az aquincumi deltavágányon keresztül pedig a 2-es vasútvonalon Esztergom felé és közvetlenül az Újpesti vasúti hídra is vezetett vágány. 1978-ig dél felé a K-híd kiágazása után egy vágány becsatlakozott a Szentendrei HÉV vonalához.) 1984-ben leállt a gázgyárban a termelés. 1989-ben a hajógyár K-hídon keresztüli vasúti kiszolgálása is megszűnt. A hídra vezető iparvágányokat a Gázgyár 1987-es megszűnése után 1990-ben zárták ki a forgalomból, majd 2000-ben felszedték, a hídon azonban megmaradt. Az egykori Óbuda-Gázgyár teherpályaudvar felvételi épülete ma is áll. (A Jégtörő utca /ma Ángel Sanz Briz út/ 2004-es kiépülése óta a szomszédos áruház zajvédő fala eltakarja).
A híd egy nyomszélességű, a váltakozó irányú közúti forgalmat jelzőlámpa szabályozza. Északi és déli oldalára 1973-ban épült keskeny járda. Állami tulajdonban van, építése óta komolyabban nem volt felújítva.
Nyaranta a hídon át érkeznek a Sziget Fesztivál látogatói. Ezen a kultikus helyen forgatta Jovanotti olasz énekes a Mi fido di te  és Nicky Jam a Live It Up című dal videóklipjét.

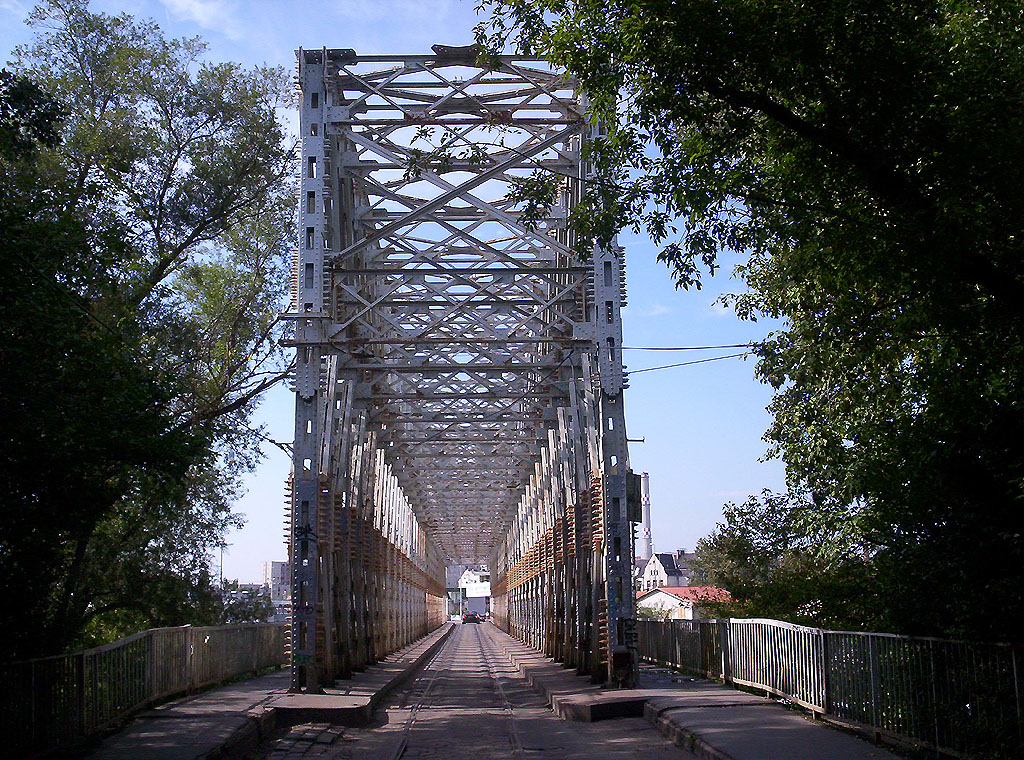
Még látható az iparvágány egy darabja
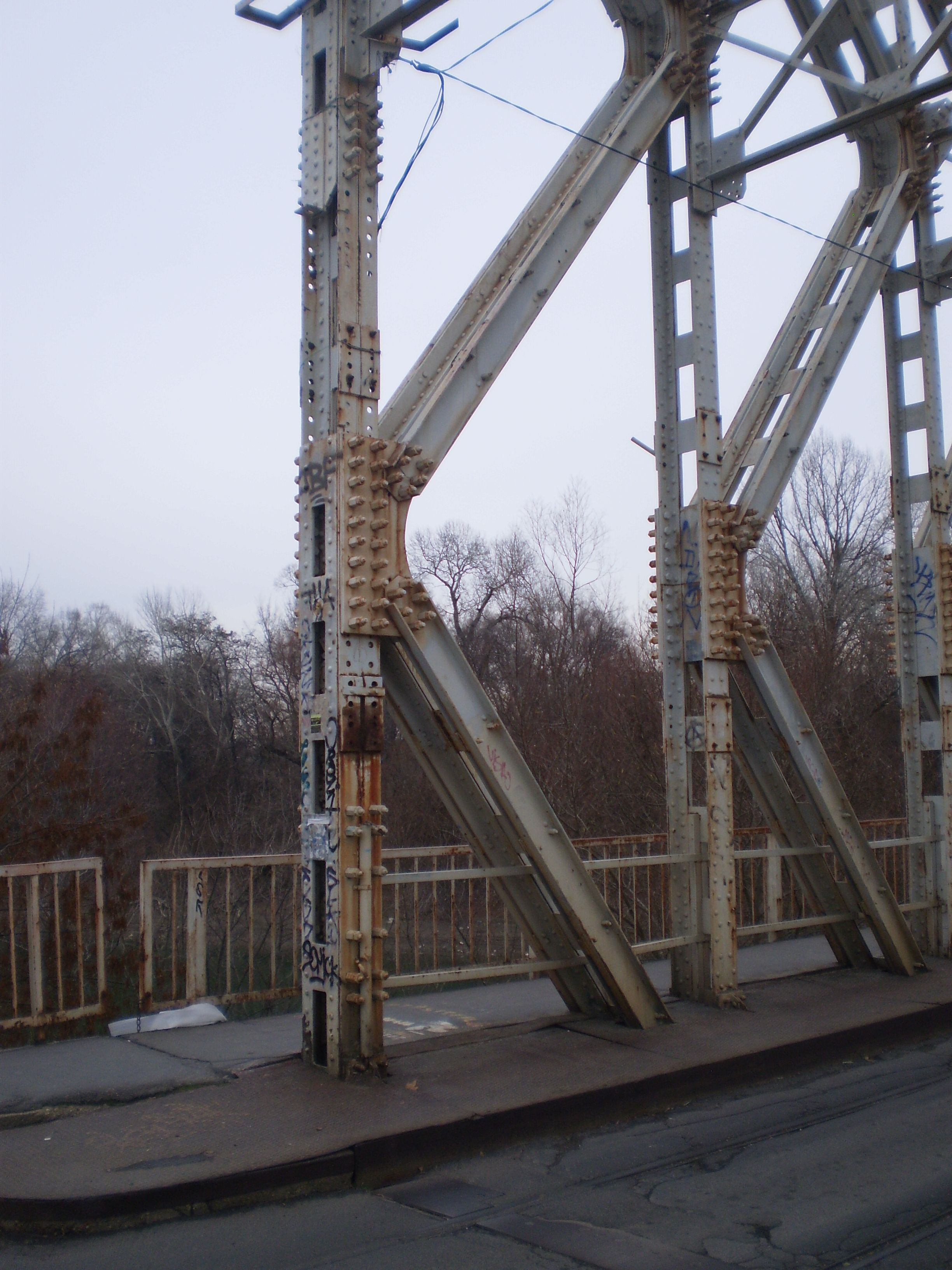
Ezért hívják "K"-hídnak
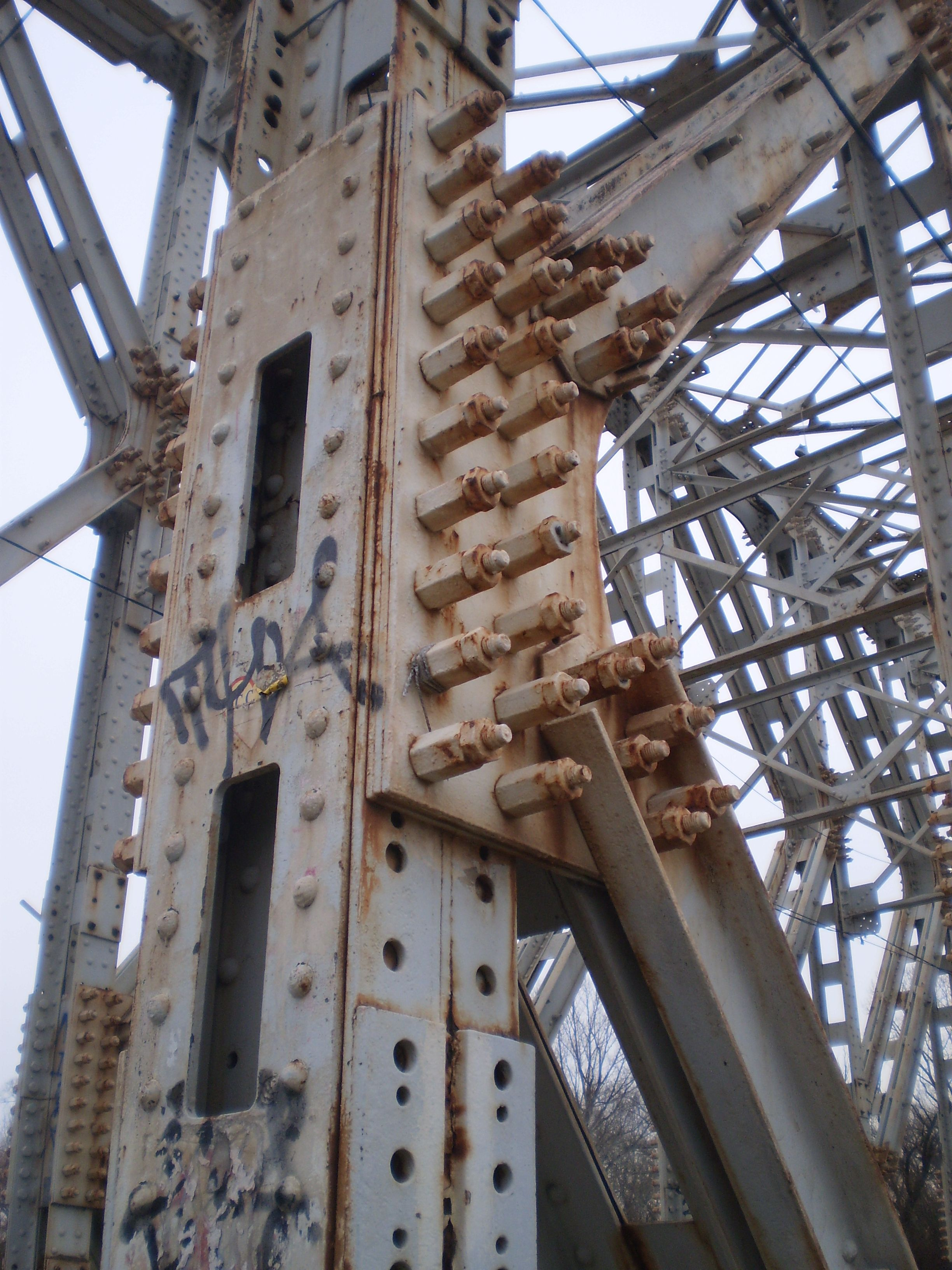
A szegecselt gerendákat egymáshoz könnyen oldható csavarokkal erősítették
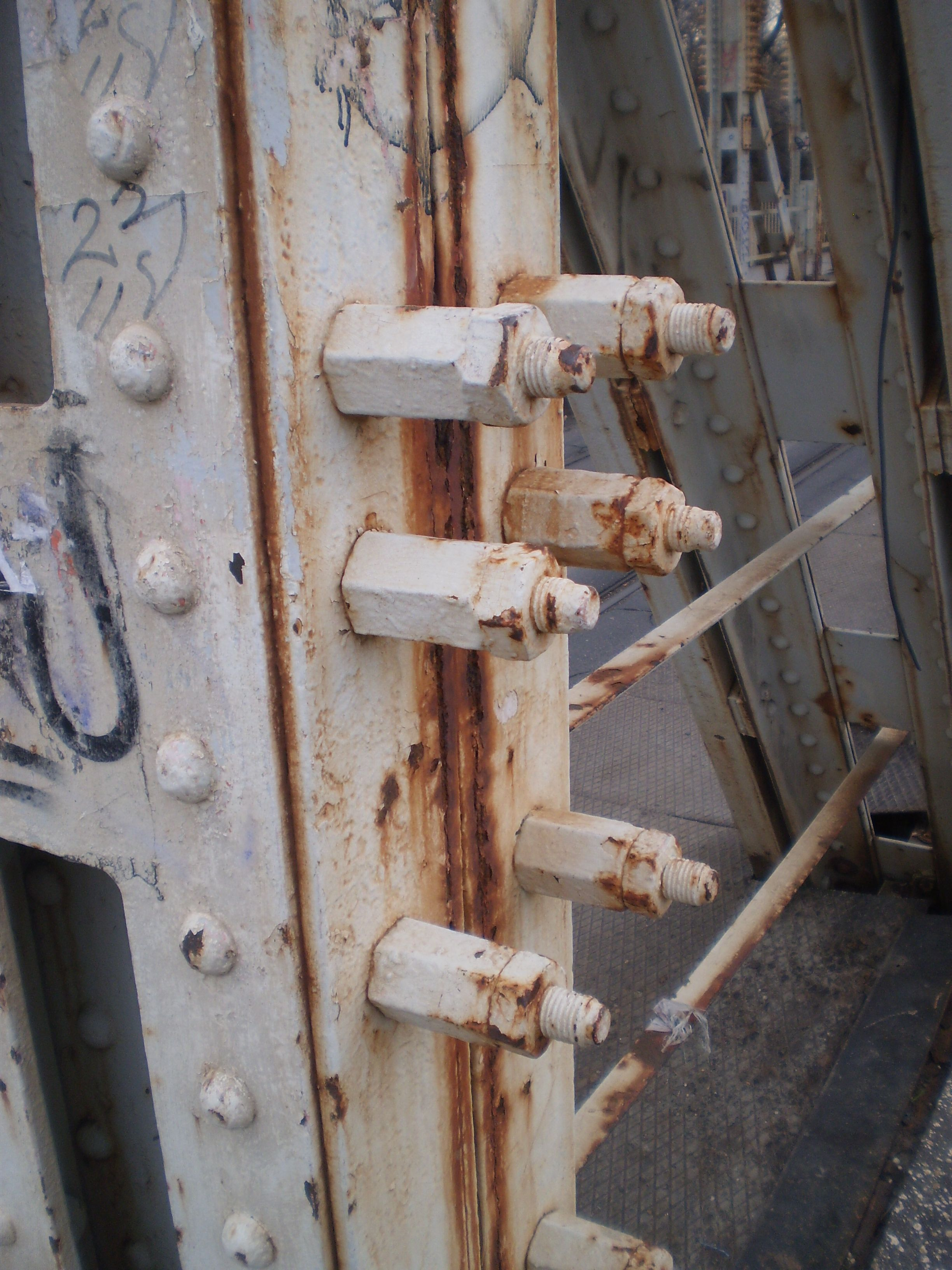
Rugalmas csavarok biztosítják a kötés szilárdságát hosszú időn keresztül ható fárasztó igénybevétellel szemben

## Lásd még
- Hajógyári híd